# Публий Корнелий Долабелла (консул-суффект 44 года до н. э.)
Пу́блий Корне́лий Долабе́лла (лат. Publius Cornelius Dolabella; родился, предположительно, в 69 году до н. э., Рим, Римская республика — умер в мае 43 года до н. э., Лаодикея, Сирия, Римская республика) — римский военачальник и политический деятель из патрицианского рода Корнелиев, консул-суффект 44 года до н. э.
Был одним из видных представителей римской «золотой молодёжи» в конце 50-х годов до н. э. В 50 году стал зятем Марка Туллия Цицерона. Когда борьба между Гнеем Помпеем и Гаем Юлием Цезарем переросла в гражданскую войну, Долабелла встал на сторону Цезаря. В 49 году он командовал эскадрой у побережья Иллирии, в 48 году участвовал в военных действиях на суше в Греции. Был избран народным трибуном на 47 год и попытался провести популистские реформы, но потерпел поражение. Принял участие в африканской и испанской кампаниях Цезаря, за заслуги получил должность консула-суффекта на 44 год до н. э.
После гибели Цезаря Публий Корнелий какое-то время поддерживал его убийц. Позже он заключил союз с Марком Антонием и был назначен наместником Сирии. На пути в свою провинцию он занял Азию и приказал убить её правителя Гая Требония, одного из заговорщиков (январь 43 года до н. э.). Затем он вторгся в Сирию и начал войну с ещё одним убийцей Цезаря, Гаем Кассием Лонгином. Столкнувшись с превосходящими силами противника, был осаждён в Лаодикее. Когда город пал, Долабелла покончил с собой.

## Биография

### Происхождение
Долабелла принадлежал к разветвлённому патрицианскому роду Корнелиев, имевшему этрусское происхождение. Согласно Капитолийским фастам, отец Публия Корнелия носил тот же преномен. Предположительно это был претор 69 года до н. э. Публий Корнелий Долабелла, управлявший провинцией Азия

### Ранние годы
Аппиан называет Публия Корнелия двадцатипятилетним в связи с событиями весны 44 года до н. э. Соответственно исследователи датируют рождение Долабеллы 69 годом до н. э. В юности Публий Корнелий пользовался дурной славой: в частности, он женился (как говорили, ради денег) на женщине, которая была старше него на 10 лет, и дважды привлекался к суду по обвинению в убийстве. В обоих случаях защищал его Марк Туллий Цицерон, но какие-либо подробности остаются неизвестными. Долабелла был видным представителем «золотой молодёжи» и другом Марка Антония, Гая Скрибония Куриона, Марка Целия Руфа.
Известно, что в середине 51 года до н. э. Долабелла занимал должность квиндецемвира священнодействий. В конце того же года он, чтобы привлечь к себе общественное внимание, привлёк к суду Аппия Клавдия Пульхра, обвинив его в «оскорблении величия римского народа». Пульхр был влиятельным нобилем, консуляром, только что вернувшимся из киликийского наместничества и претендовавшим на цензуру; одним из его зятьёв был Гней Помпей-младший, так что он был тесно связан с «партией» Помпея Великого.
Основным источником, рассказывающим об этих событиях, являются письма Цицерона. Их автор стал преемником Аппия Клавдия в Киликии; одновременно с новостью об обвинении, предъявленном Пульхру, он получил и другое известие — о том, что Долабелла помолвлен с его единственной дочерью, Туллией. Ради этого брака Публий Корнелий развёлся с первой женой. Для невесты и её матери, Теренции, этот брак был желанным, а Цицерон счёл необходимым в письме Пульхру объяснить, что ничего не знал о матримониальных планах дочери. Из-за слишком юного возраста и дурной репутации зятя Марк Туллий не получил никакой выгоды, а Долабелла в свою очередь женился во второй раз, как и в первый, из-за денег. В последующие годы он приложил немало усилий, чтобы получить с тестя приданое Туллии.
Свадьба Публия Корнелия и Туллии состоялась в мае 50 года до н. э. Примерно тогда же шёл процесс Аппия Клавдия Пульхра; в этом деле Долабелла просил помощи у Цицерона, Марка Целия Руфа и Марка Юния Брута, но без особого успеха. Брут и Квинт Гортензий Гортал стали защитниками Пульхра, и процесс закончился оправдательным приговором.

### Гражданская война
В 49 году до н. э., когда началась очередная гражданская война и Гай Юлий Цезарь двинул свою армию из Цизальпийской Галлии в Италию, Долабелла в числе первых перешёл на его сторону: уже 22 января он был открытым цезарианцем. При этом его тесть был на стороне Помпея и вслед за ним переправился на Балканы, оставив в Риме дочь и жену. В одном из писем к Аттику Цицерон связывает с Публием Корнелием свои надежды на то, что Туллия и Теренция не пострадают, когда Рим будет занят армией Гая Юлия.
Известно, что Цицерона попрекали зятем-цезарианцем. Сам Помпей однажды спросил его с насмешкой: «Где твой зять?» Цицерон язвительно ответил на это: «С твоим тестем» . Публий Корнелий не раз писал Цицерону, убеждая его примириться с Цезарем.
Отправляясь в Испанию, Гай Юлий назначил Долабеллу командиром одной из двух эскадр, которые должны были контролировать вход в Адриатическое море (второй командовал Гай Антоний). Но в боях с помпеянцами Марком Октавием и Луцием Скрибонием Либоном у острова Курикта Антоний и Долабелла потерпели поражение; первый из них попал в плен, второй смог прорваться в Италию. В конце года он вместе с Цезарем переправился из Брундизия в Иллирию и участвовал в осаде Диррахия. В этом городе тогда находился Цицерон, и Публий Корнелий снова написал тестю, убеждая в необходимости перехода на сторону Цезаря; позже этот переход состоялся, и Долабелла выступил в роли посредника. Он сражался в решающей битве при Фарсале, а после неё вернулся в Италию — возможно, из-за болезни.
В Риме Публий Корнелий решил претендовать на должность народного трибуна, а для этого перешёл в плебс путём усыновления. Ряд источников называет его Лентулом; в связи с этим в историографии существует предположение, что приёмный отец Долабеллы носил именно этот когномен, но точных сведений об усыновителе нет. Публий Корнелий был избран трибуном и вступил в должность 10 декабря 48 года до н. э. Не позже начала 47 года он выдвинул проект социальных реформ, предполагавших снижение платы за жильё и кассацию долгов. Против этих мер выступил один из его коллег, Луций Требеллий Фид. Главным должностным лицом в Риме на тот момент был начальник конницы Марк Антоний, и он ничего не предпринимал до осени: в интересах Цезаря ему следовало поддерживать Требеллия, но с Долабеллой его связывала дружба. Тем временем дело дошло до уличных столкновений между сторонниками двух трибунов. Наконец, Антоний объявил чрезвычайное положение, ввёл в город войска и подавил волнения, перебив до восьмисот сторонников Публия Корнелия. Побудить к этому его могла супружеская измена его жены с Долабеллой; во всяком случае, Антоний на одном из заседаний сената назвал именно это обстоятельство причиной его ненависти к бывшему другу.
Цезарь, прибывший в Рим в середине сентября 47 года до н. э., простил Долабеллу, но с этого момента предпочитал держать его рядом с собой. Вскоре Публий Корнелий отправился в Африку, где участвовал в сражении при Тапсе. В июне 46 года он вернулся в Италию; вместе с Авлом Гирцием он посетил Цицерона в его вилле под Тускулом, а в ноябре отправился с Цезарем в новый поход — на этот раз в Испанию. Там Долабелла был ранен.
Летом 45 года до н. э. Публий Корнелий вернулся в Италию. Предположительно в это время он получил от Цезаря значительное материальное вознаграждение за верную службу: если до этого у Долабеллы были только долги, то теперь в источниках упоминаются многочисленные земельные владения. Но главной наградой стала должность консула-суффекта на 44 год до н. э.: Публий Корнелий должен был стать преемником Цезаря по консулату после отбытия диктатора на войну с парфянами. Его предполагаемый коллега Марк Антоний выступил против такого кадрового решения. На заседании сената 1 января 44 года он даже заявил, что либо не допустит созыва комиций для избрания консула-суффекта, либо признает это избрание несоответствующим процедуре. Известно, что в иды марта Цезарь собирался говорить перед сенаторами и об этой проблеме, но в самом начале заседания он был убит заговорщиками.

### После гибели Цезаря

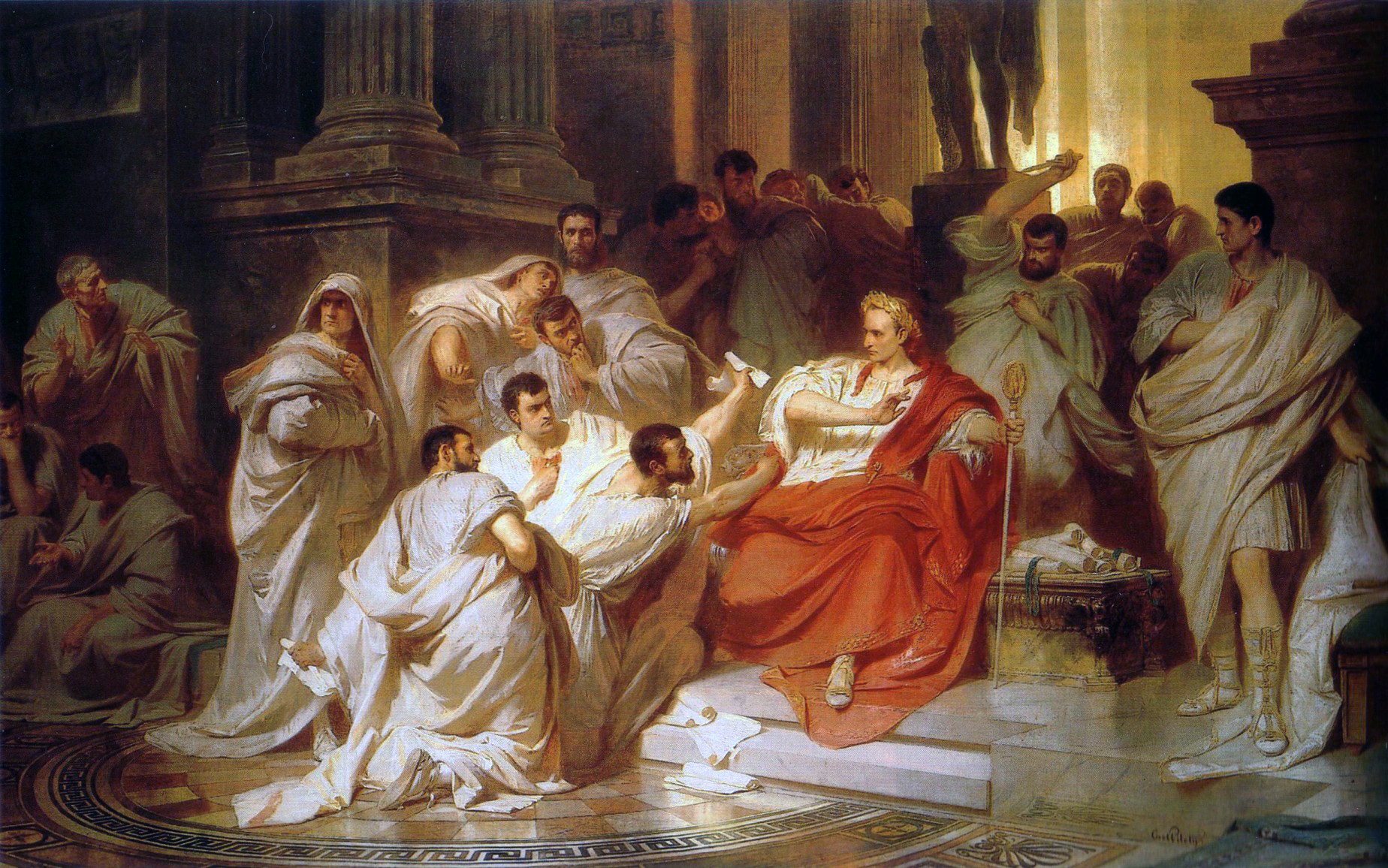
Убийство Цезаря (Карл Теодор Пилоти, 1865).

Узнав о гибели диктатора, Публий Корнелий неожиданно для всех поддержал его убийц. Когда последние побежали по улицам Рима, крича, что убили «царя и тирана», Долабелла присоединился к ним. Он был одет как консул, хотя не были улажены необходимые формальности; в своей речи перед народом, произнесённой на Капитолии, по словам Аппиана, он «прикидывался, будто… был в полном единомыслии с замыслившими убийство Цезаря и только невольно не принимал физического участия в заговоре». 16 марта Долабелла выступил посредником в переговорах между Брутом и Гаем Кассием с одной стороны и цезарианцами Марком Антонием и Марком Эмилием Лепидом с другой. В результате было решено обсудить противоречия между двумя политическими группировками в сенате.
В последующие месяцы произошло сближение Долабеллы и Антония. Консулы совместно выступили против некоего Амация, объявившего себя внуком Гая Мария и нашедшего многочисленных сторонников среди городской бедноты, скорбевшей по диктатору. Амаций был убит (предположительно в середине апреля 44 года до н. э.), а его последователи разогнаны; Публий Корнелий лично участвовал в разрушении колонны, воздвигнутой плебсом на месте сожжения тела Цезаря. Это ненадолго дало Цицерону повод думать, что Долабелла окончательно перешёл на сторону республиканцев. «О мой удивительный Долабелла! — написал он 1 мая Аттику. — Ведь теперь я называю его своим; ранее, верь мне, я несколько колебался». Двумя днями позже Цицерон написал Аттику, что не перестаёт «прославлять и ободрять» Публия Корнелия, а самому консулу-суффекту — что считает его своим другом и что на него возлагает свои надежды всё государство. Впрочем, в том же месяце отношения между двумя нобилями снова испортились: Долабелла отказывался вернуть приданое Туллии и время от времени приходил к соглашению с Антонием.
Когда убийцы диктатора начали устанавливать контроль над восточными провинциями, Антоний добился от сената, чтобы тот назначил Долабеллу наместником Сирии; предположительно это были пятилетние полномочия. Публий Корнелий, не желавший ссориться со своим бывшим тестем, назначил Цицерона своим легатом (2 июня 44 года до н. э.), причём сообщил, что тот может выполнять только те поручения, которые выберет сам. Впрочем, Цицерон в Сирию так и не поехал.
Публий Корнелий не сразу направился на Восток. Известно, что он председательствовал на заседании сената 2 сентября 44 года до н. э., когда Цицерон произнёс свою первую филиппику против Марка Антония. И в этой речи, и во второй филиппике, написанной вскоре после 19 сентября, Цицерон отзывался о Долабелле очень уважительно, явно рассчитывая рассорить двух консулов.

### Миссия на Востоке и гибель
Долабелле пришлось отправиться на Восток осенью 44 года до н. э., когда он узнал, что Гай Кассий Лонгин пытается подчинить себе его провинцию. Ещё 25 октября Публий Корнелий находился на своей вилле под Формией, но вскоре после этого отправился в Сирию. Известно, что на пути он завернул в греческий Аргос, где купил «сеева коня», считавшегося потомком одного из коней Диомеда Фракийского.

Конь этот, как сообщают, был небывалой величины, с крутой шеей, пурпурного цвета, с роскошной косматой гривой, и всеми другими достоинствами также намного превосходил прочих коней; но утверждают, что этот же конь был отмечен таким роком или жребием, что каждый, кто владел им и имел его в собственности, погибал вместе со всем домом, семьёй и всем своим имуществом
— Авл Геллий. Аттические ночи, III, 9, 4-5.
Долабелла, узнав об этом коне, загорелся желанием его купить, специально поехал в Аргос и заплатил за коня 100 тысяч сестерциев. После его гибели, согласно Авлу Геллию, сеев конь перешёл к Гаю Кассию, а потом — к Марку Антонию.
Из Греции Публий Корнелий прошёл через Македонию и Фракию и в ноябре или декабре переправился в Азию. Ему должно было достаться командование над шестью легионами, стоявшими в Македонии, которые Цезарь планировал использовать в войне с Парфией; но Марк Антоний рассчитывал использовать эти войска в Италии, а потому передал Долабелле только один легион. Известно, что Луций Корнелий Цинна вёл к Публию Корнелию отряд в 500 всадников, но его перехватил Марк Юний Брут.
Когда Долабелла появился в Азии, этой провинцией правил один из убийц Цезаря Гай Требоний. Последний отказался впустить Публия Корнелия в Пергам и в Смирну, хотя провиантом его всё-таки снабжал. Долабелла в свою очередь нуждался в деньгах и рассчитывал получить их с богатых азиатских городов; разгневанный тем, как его приняли, он попытался взять штурмом несколько крепостей, но потерпел неудачу. Наконец, внезапным ночным нападением он смог без боя занять Смирну с помощью штурмовых лестниц. Находившийся в этом городе Требоний был убит в собственной постели, а его голова была выставлена у трибунала претора.
Взятие Смирны датируется приблизительно серединой января 43 года до н. э. Известие об этом прибыло в Рим примерно через месяц и произвело очень сильное впечатление; сенат по предложению Квинта Фуфия Калена объявил Долабеллу врагом. Уже на следующий день Цицерон произнёс одиннадцатую филиппику, в которой предложил поручить Гаю Кассию войну против Публия Корнелия, но эта инициатива была отклонена.
Тем временем Долабелла, которого солдаты провозгласили императором, энергично собирал в Азии деньги, солдат и корабли для войны с Кассием за Сирию. Большая часть местных общин поддержала его, равно как Родос и Иудея (последней Публий Корнелий гарантировал специальным декретом от 24 января освобождение от воинских наборов). Его армия увеличилась до двух легионов. При этом четыре легиона, которые вёл к нему из Египта легат Авл Аллиен, сдались Кассию, как и часть конницы. Кассий объединил под своим началом все войска, находившиеся в Сирии, а после поражения Антония в Мутинской войне получил от сената официальные полномочия по управлению этой провинцией и право вести войну против Долабеллы.

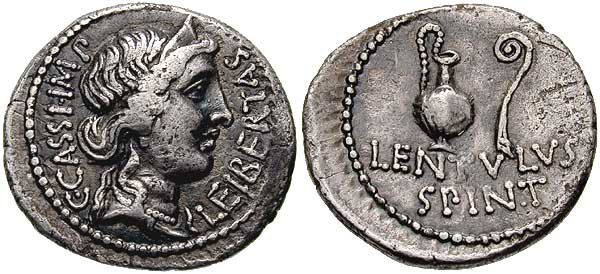
Денарий Гая Кассия Лонгина и Лентула Спинтера с изображением богини свободы (Либертас) 42 год до н. э. Военный монетный двор в Смирне.

Публий Корнелий, собрав в Ликии флот, высадился в Киликии (май 43 года до н. э.). Он осадил Антиохию, но не смог её взять. Неся потери в боях и из-за дезертирства, он узнал о приближении Гая Кассия с превосходящими силами (двенадцать легионов), а потому отступил в Лаодикею. Этот город был на стороне цезарианцев и находился на полуострове, так что в нём было легче защищаться. Кассий окружил Лаодикею валом; за этим последовали два морских сражения, одно из которых закончилось без чьего-либо перевеса, а другое Долабелла проиграл. Известно, что он обратился за помощью к царице Египта Клеопатре, которая ему сочувствовала. По одним данным, Клеопатра успела прислать Публию Корнелию помощь, по другим, её флот задержал встречный ветер. Кассий смог подкупить центурионов, охранявших вход в Лаодикею; увидев, что город взят, Долабелла приказал одному из телохранителей убить его.
Долабелла погиб до 2 июня 43 года до н. э., судя по дате письма Лентула Спинтера к Цицерону, в котором сообщается об этом событии. Тем не менее Октавиан 19 августа того же года добился от сената реабилитации Публия Корнелия; это может означать, что информация из Лаодикеи долго оставалась неподтверждённой.

## Семья
Сыном Публия Корнелия от первого брака, с Фабией, мог быть ещё один Публий Корнелий Долабелла, участвовавший в египетском походе Октавиана в 30 году до н. э. Вторая жена Долабеллы, Туллия, 17 мая 49 года до н. э. родила семимесячного ребёнка. Роды прошли хорошо, но Цицерон написал Аттику, что «то, что родилось, очень слабо»; по-видимому, ребёнок вскоре умер. В октябре 46 года состоялся развод, а в январе 45 года Туллия родила второго сына, Лентула, который после середины 45 года уже не упоминается в источниках.

## Личность
Публий Корнелий был невысокого роста. Цицерон однажды пошутил над ним, увидев его опоясанным длинным мечом: «Кто же это привязал моего зятя к мечу?» По данным Плутарха, Долабелла был тучен.
Цицерон критиковал Публия Корнелия за его решение примкнуть к Цезарю; при этом, по мнению оратора, непоколебимость, с которой Долабелла следовал за диктатором, заслуживала похвал.
А. Егоров причисляет Долабеллу наряду с Антонием, Курионом, Марком Целием Руфом и Квинтом Кассием Лонгином к группе «молодых помощников» Цезаря, которая выдвинулась на передний план в 49-48 годах до н. э. и претендовала на награды в виде денег и доступа к власти. Цезарь пошёл на определённые уступки по отношению к этим людям, предоставив консулат Антонию и Долабелле, но параллельно поддерживал в качестве противовеса другую группу своих сторонников — людей постарше.